# دنيس هوف
دنيس هوف هو رائد أعمال ومذيع وسياسي أمريكي، ولد في 14 أكتوبر 1946 في فينيكس في الولايات المتحدة، وتوفي في 16 أكتوبر 2018 في Crystal, Nye County, Nevada ‏ في الولايات المتحدة بسبب توقف القلب. نشط حزبياً في الحزب الليبرتاري الأمريكي (2015 – 2015) والحزب الجمهوري (2016 – 2016). وقد انتخب عضو المجلس النيابي لولاية نيفادا ‏.

## وصلات خارجية
- دنيس هوف على موقع IMDb (الإنجليزية)
- دنيس هوف على موقع إن إن دي بي (الإنجليزية)
- دنيس هوف على موقع قاعدة بيانات الفيلم (الإنجليزية)